# Тюбінгенська богословська семінарія
48°31′10″ пн. ш. 9°03′12″ сх. д. / 48.519444444444° пн. ш. 9.0533333333333° сх. д.

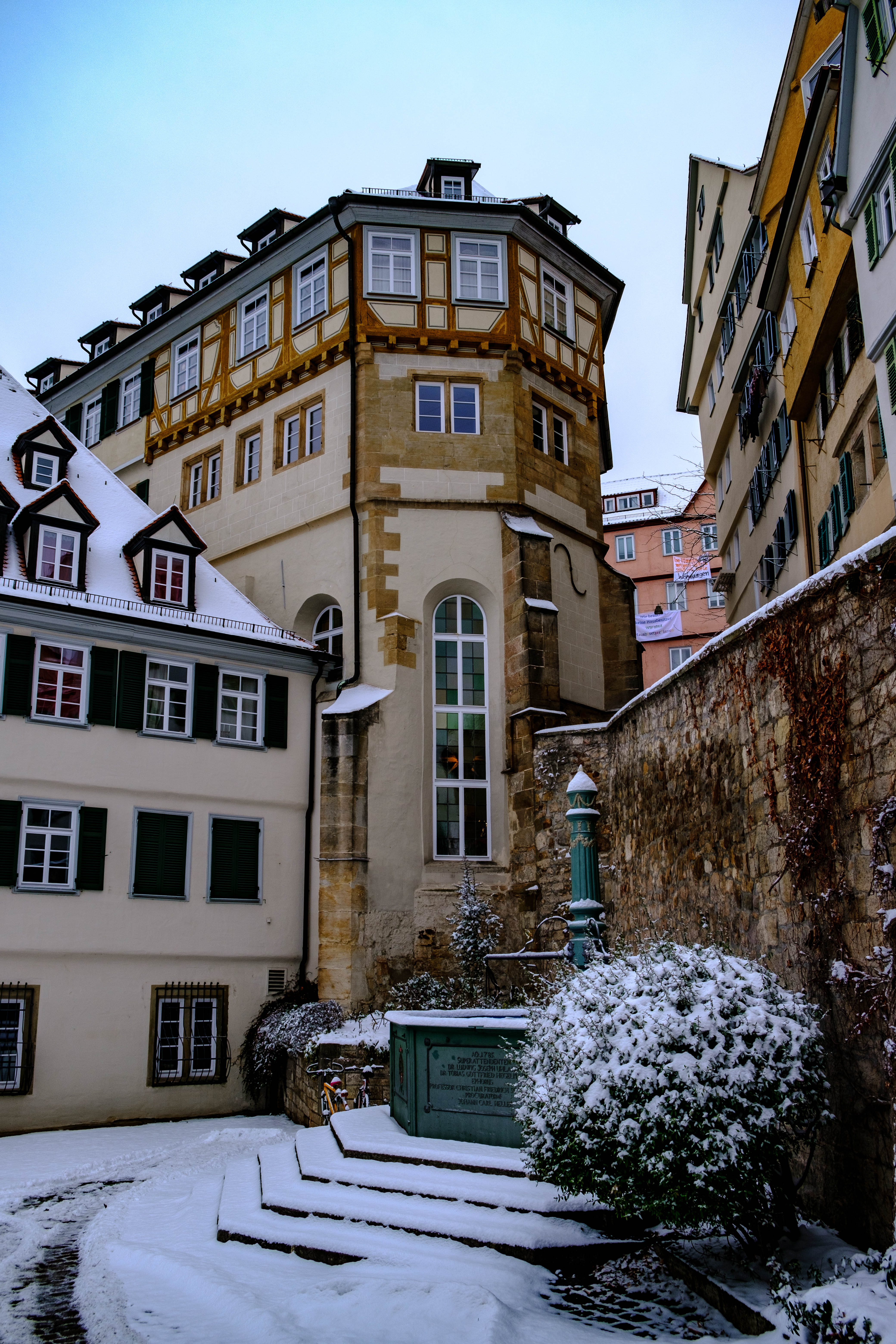
Будинок Штіфту

Тюбінгенська богословська семінарія (Штіфт, нім. Tübinger Stift) — євангелічно-лютеранська богословська семінарія, приєднана в 1536 до Тюбінгенського університету, завдяки чому протестантська теологія зайняла чільне місце в науковій діяльності університету. Під час семінарії розташовувався інтернат для дітей протестантських пасторів, через що семінарія отримала напівіронічну назву Штифт (притулок), а вихованці називалися «штифтлерами».

## Відомі педагоги
- Людвіг Фрідріх Вільгельм Гофман (1806-1873) — німецький протестантський богослов і проповідник; директор семінарії.
- Христоф Готфрід Барділі (1761-1808) — німецький філософ і викладач; викладач філософії.

## Відомі випускники
- Георг Вільгельм Фрідріх Гегель
- Фрідріх Вільгельм Йозеф Шеллінг
- Едуард Меріке
- Карл Філіп Конц
- Едуард Готтлоб Целлер
- Карл Фрідріх Герок